# Liste der Biografien/Forg
Liste der Biografien |
Portal Biografien |
Personensuche
# |
A |
B |
C |
D |
E |
F |
G |
H |
I |
J |
K |
L |
M |
N |
O |
P |
Q |
R |
S |
T |
U |
V |
W |
X |
Y |
Z |
?
 
Fa |
Fe |
Ff |
Fh |
Fi |
Fj |
Fk |
Fl |
Fm |
Fn |
Fo |
Fr |
Ft |
Fu |
Fy
 
Foa |
Fob |
Foc |
Fod |
Foe |
Fof |
Fog |
Foh |
Foi |
Foj |
Fok |
Fol |
Fom |
Fon |
Foo |
Fop |
For |
Fos |
Fot |
Fou |
Fov |
Fow |
Fox |
Foy |
Foz
 
Fora |
Forb |
Forc |
Ford |
Fore |
Forf |
Forg |
Fori |
Forj |
Fork |
Forl |
Form |
Forn |
Foro |
Forq |
Forr |
Fors |
Fort |
Foru |
Forw |
Fory |
Forz
Die Liste der Biografien führt alle Personen auf, die in der deutschsprachigen Wikipedia einen Artikel haben. Dieses ist eine Teilliste mit 34 Einträgen von Personen, deren Namen mit den Buchstaben „Forg“ beginnt.

## Forg
- Förg, Alfred (1923–1994), deutscher Verleger und Publizist
- Förg, Anton (1934–2015), deutscher Landwirt und Senator (Bayern)
- Förg, Günther (1952–2013), deutscher Maler, Grafiker und Fotokünstler
- Förg, Karl (* 1891), deutscher Buchdrucker und Kommunalpolitiker
- Förg, Klaus G. (* 1952), deutscher Verleger, Fotograf, freier Publizist und Hörfunkmoderator
- Förg, Nicola (* 1962), deutsche Reisejournalistin und Schriftstellerin

### Forga
- Forgáč, Marek (* 1974), slowakischer Geistlicher, römisch-katholischer Weihbischof in Košice
- Forgách de Ghymes, Ignaz (1702–1772), k.k. Feldzeugmeister
- Forgách, Lilly (1966–2024), deutsche Schauspielerin
- Forgáchová, Barbora (* 1987), slowakische Volleyballspielerin
- Forgács, Judit (* 1959), ungarische Sprinterin
- Forgács, Leó (1881–1930), ungarischer Schachmeister
- Forgács, Péter (* 1950), ungarischer Medienkünstler und Filmemacher
- Forgas, Joseph P. (* 1947), australischer Psychologe

### Forgb
- Forgbert, Erhard (1898–1965), deutscher Politiker (KPD/SED), MdL Mecklenburg

### Forge
- Forge, Tobias (* 1981), schwedischer RockmusikerTobias Forge (* 1981)

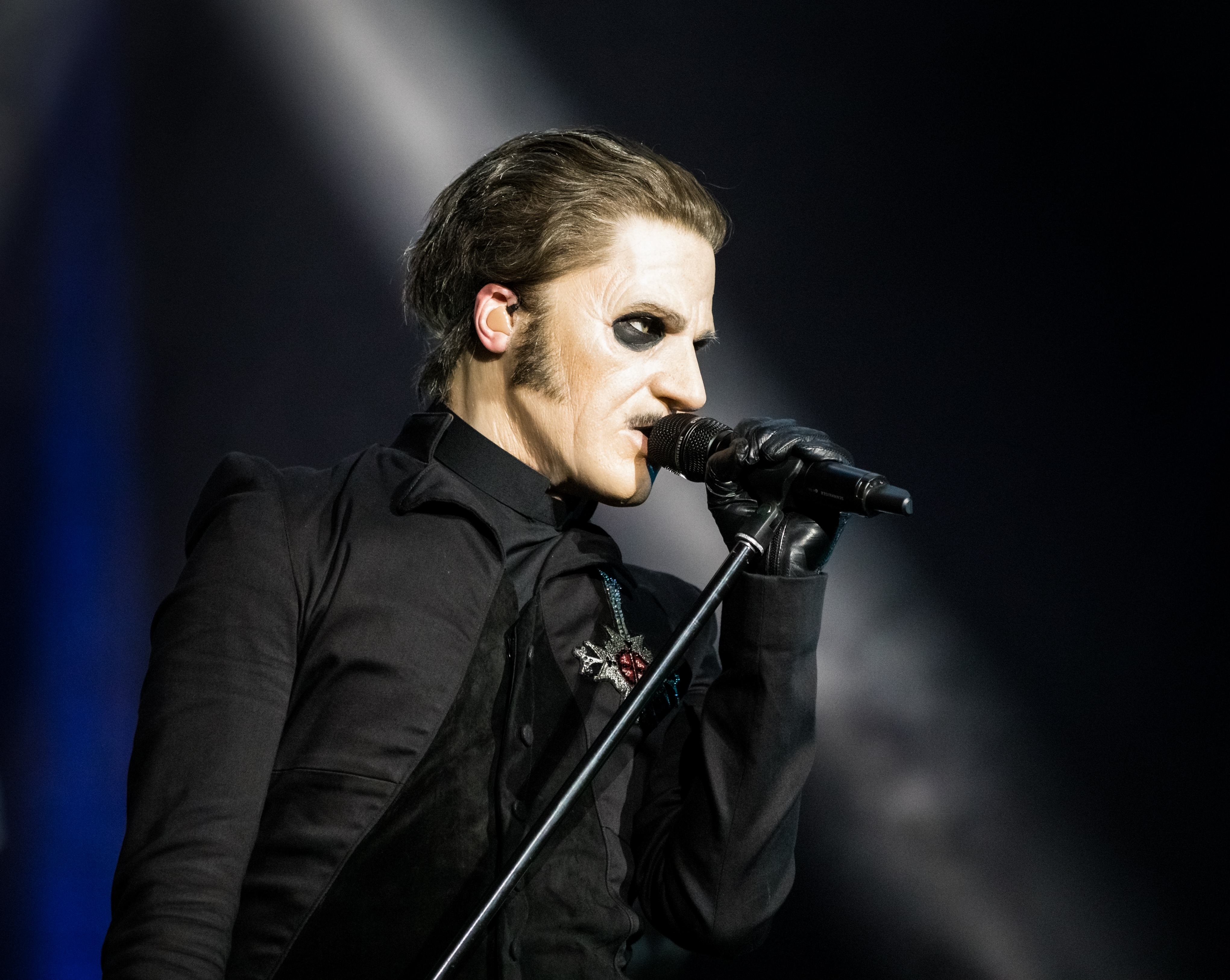
Tobias Forge (* 1981)

- Forgeard, Noël (* 1946), französischer Industriemanager
- Forgeham, John (1941–2017), britischer Schauspieler
- Forgemol de Bostquénard, Léonard-Léopold (1821–1897), französischer General
- Forgency, Vladimir (1934–2015), französischer Filmproduzent, Filmregisseur und Drehbuchautor
- Forgeron, Melanie (* 1976), deutsche Opern- und Liedsängerin (Mezzosopran)
- Forgeron, Michael (* 1966), kanadischer Ruderer
- Forges Davanzati, Mario (* 1941), italienischer Filmregisseur
- Forges, Françoise (* 1958), französische Wirtschaftswissenschaftlerin und Hochschullehrerin
- Forget, Amédée (1847–1923), kanadischer Politiker
- Forget, Guy (* 1965), französischer TennisspielerGuy Forget (* 1965)

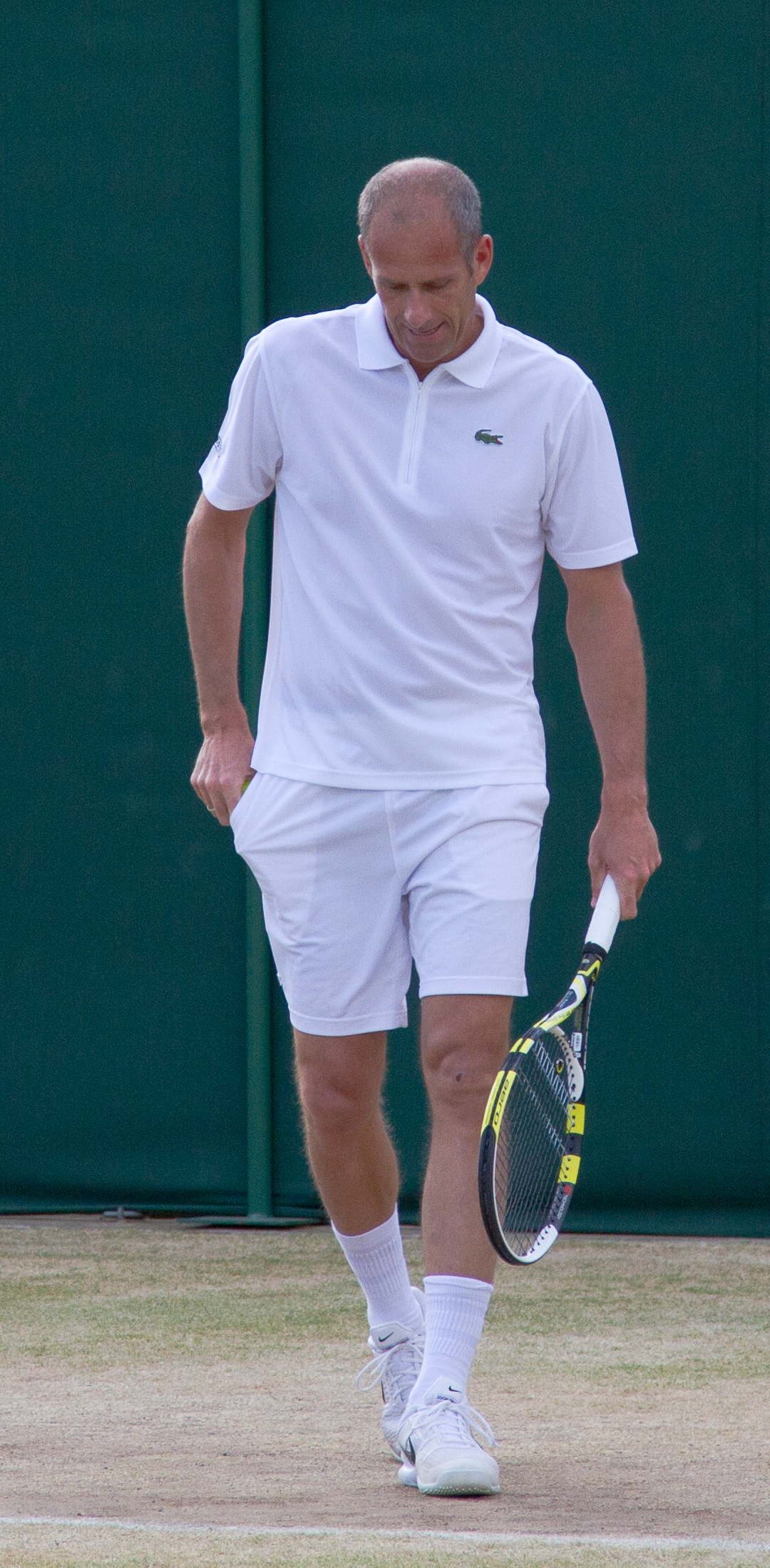
Guy Forget (* 1965)

- Forget, Robert (1955–2005), kanadischer Hochspringer

### Forgh
- Forghieri, Mauro (1935–2022), italienischer Motoren- und Rennwagen-Konstrukteur

### Forgi
- Forgie, Barry (* 1939), britischer Komponist, Jazzmusiker (Posaune) und Orchesterleiter

### Forgo
- Forgó, Léda (* 1973), ungarisch-deutsche Schriftstellerin
- Forgó, Nikolaus (* 1968), österreichischer Rechtswissenschaftler

### Forgu
- Forgues Halasz, Suzette (1918–2004), kanadische Cellistin und Hochschullehrerin
- Forgues, Sandra (* 1969), französische Kanutin

### Forgy
- Forgy, Charles (* 1949), US-amerikanischer Fachinformatiker